# Винтерсвил (Охајо)
Винтерсвил (енгл. Wintersville) град је у америчкој савезној држави Охајо.

## Демографија
По попису из 2010. године број становника је 3.924, што је 143 (-3,5%) становника мање него 2000. године.
| Група             | 2000.         | 2010.         |
| Белци             | 3.755 (92,3%) | 3.558 (90,7%) |
| Афроамериканци    | 245 (6,0%)    | 251 (6,4%)    |
| Азијати           | 8 (0,2%)      | 33 (0,8%)     |
| Хиспаноамериканци | 23 (0,6%)     | 36 (0,9%)     |
| Укупно            | 4.067         | 3.924         |